# Esgrima nos Jogos Olímpicos de Verão de 2024 - Espada por equipes masculino
A competição da espada por equipes masculino da esgrima nos Jogos Olímpicos de Verão de 2024 ocorreu em 2 de agosto de 2024 no Grand Palais, em Paris, na França. Um total de 32 esgrimistas de 8 Comitês Olímpicos Nacionais (CON) participaram do evento.

## Qualificação
Cada CON poderia inscrever uma equipe de três esgrimistas no evento, com um esgrimista adicional reserva. Esses esgrimistas também se qualificaram automaticamente para o evento individual.
Existiam oito vagas disponíveis para a espada por equipes masculino, sendo alocadas de acordo com o ranking mundial por equipes da Federação Internacional de Esgrima (FIE). As quatro primeiras colocadas, independentemente da zona geográfica, se qualificaram diretamente (França, Itália, Japão e Hungria). As próximas quatro vagas foram alocadas para que cada continente fosse representado, desde que o CON estivesse entre os 16 primeiros no ranking. As vagas foram para a Cazaquistão (Ásia/Oceania), Venezuela (Américas), Egito (África) e Chéquia (Europa).

## Formato
O torneio continuou a usar o formato de chaves de eliminação única, com jogos de classificação para definir todas as posições. Cada equipe compete com três esgrimistas em que todos se enfrentam, totalizando nove lutas de três minutos; a equipe vencedora é aquela que atingir primeiro o total de 45 pontos ou que estiver na liderança após o término das nove lutas.

## Calendário
Horário local (UTC+2)
| Data                | Tempo                         | Fase                                                                                              |
| ------------------- | ----------------------------- | ------------------------------------------------------------------------------------------------- |
| 2 de agosto de 2024 | 14:20 16:40 17:30 19:30 20:30 | Quartas de final Semifinais Disputa pelo 7º lugar Disputa pelo 5º lugar Disputa pelo bronze Final |

## Medalhistas
|  | HUN Hungria                                               |  | JPN Japão                                            |  | CZE Chéquia                                     |
|  | Máté Tamás Koch Tibor Andrásfi Gergely Siklósi Dávid Nagy |  | Akira Komata Koki Kano Masaru Yamada Kazuyasu Minobe |  | Jiří Beran Jakub Jurka Martin Rubeš Michal Čupr |

## Resultados
A competição foi disputada em formato eliminatório direto em apenas um dia, até a definição dos medalhistas.
|  | Quartas de final | Quartas de final |             |    | Semifinais          | Semifinais          |  |  | Final | Final |
|  |                  |                  |             |    |                     |                     |  |  |       |       |
|  |                  |                  |             |    |                     |                     |  |  |       |       |
|  |                  |                  |             |    |                     |                     |  |  |       |       |
|  | FRA França       | 45               |             |    |                     |                     |  |  |       |       |
|  | FRA França       | 45               |             |    |                     |                     |  |  |       |       |
|  | EGY Egito        | 39               |             |    |                     |                     |  |  |       |       |
|  | EGY Egito        | 39               | FRA França  | 30 |                     |                     |  |  |       |       |
|  |                  |                  | FRA França  | 30 |                     |                     |  |  |       |       |
|  |                  | HUN Hungria      | 45          |    |                     |                     |  |  |       |       |
|  | HUN Hungria      | HUN Hungria      | 45          | 45 |                     |                     |  |  |       |       |
|  | HUN Hungria      |                  |             | 45 |                     |                     |  |  |       |       |
|  | KAZ Cazaquistão  | 30               |             |    |                     |                     |  |  |       |       |
|  | KAZ Cazaquistão  | 30               | HUN Hungria | 26 |                     |                     |  |  |       |       |
|  |                  |                  | HUN Hungria | 26 |                     |                     |  |  |       |       |
|  |                  | JPN Japão        | 25          |    |                     |                     |  |  |       |       |
|  | JPN Japão        | JPN Japão        | 25          | 39 |                     |                     |  |  |       |       |
|  | JPN Japão        |                  |             | 39 |                     |                     |  |  |       |       |
|  | VEN Venezuela    | 33               |             |    |                     |                     |  |  |       |       |
|  | VEN Venezuela    | 33               | JPN Japão   | 45 |                     |                     |  |  |       |       |
|  |                  |                  | JPN Japão   | 45 |                     |                     |  |  |       |       |
|  |                  | CZE Chéquia      | 37          |    | Disputa pelo bronze | Disputa pelo bronze |  |  |       |       |
|  | CZE Chéquia      | CZE Chéquia      | 37          | 43 | Disputa pelo bronze | Disputa pelo bronze |  |  |       |       |
|  | CZE Chéquia      |                  |             | 43 |                     |                     |  |  |       |       |
|  | ITA Itália       | 38               |             |    |                     |                     |  |  |       |       |
|  | ITA Itália       | 38               | FRA França  | 41 |                     |                     |  |  |       |       |
|  |                  |                  |             |    |                     |                     |  |  |       |       |
|  | CZE Chéquia      | 43               |             |    |                     |                     |  |  |       |       |
|  | CZE Chéquia      | 43               |             |    |                     |                     |  |  |       |       |

Classificação 5º–8º lugar
|  | Classificação 5º–8 | Classificação 5º–8 |                       |    | Disputa pelo 5º lugar | Disputa pelo 5º lugar |
|  |                    |                    |                       |    |                       |                       |
|  |                    |                    |                       |    |                       |                       |
|  |                    |                    |                       |    |                       |                       |
|  | EGY Egito          | 21                 |                       |    |                       |                       |
|  | EGY Egito          | 21                 |                       |    |                       |                       |
|  | KAZ Cazaquistão    | 36                 |                       |    |                       |                       |
|  | KAZ Cazaquistão    | 36                 | KAZ Cazaquistão       | 36 |                       |                       |
|  |                    |                    | KAZ Cazaquistão       | 36 |                       |                       |
|  |                    | ITA Itália         | 45                    |    |                       |                       |
|  | VEN Venezuela      | ITA Itália         | 45                    | 34 |                       |                       |
|  | VEN Venezuela      |                    |                       | 34 |                       |                       |
|  | ITA Itália         | 45                 |                       |    |                       |                       |
|  | ITA Itália         | 45                 | Disputa pelo 7º lugar |    |                       |                       |
|  |                    |                    |                       |    |                       |                       |
|  |                    |                    |                       |    |                       |                       |
|  |                    |                    |                       |    |                       |                       |
|  | EGY Egito          | 35                 |                       |    |                       |                       |
|  | EGY Egito          | 35                 |                       |    |                       |                       |
|  | VEN Venezuela      | 41                 |                       |    |                       |                       |

## Classificação final
| Pos.              | CON             | Esgrimistas                                                         |
| ----------------- | --------------- | ------------------------------------------------------------------- |
| Medalha de ouro   | HUN Hungria     | Máté Tamás Koch Tibor Andrásfi Gergely Siklósi Dávid Nagy           |
| Medalha de prata  | JPN Japão       | Akira Komata Koki Kano Masaru Yamada Kazuyasu Minobe                |
| Medalha de bronze | CZE Chéquia     | Jiří Beran Jakub Jurka Martin Rubeš Michal Čupr                     |
| 4                 | FRA França      | Paul Allègre Luidgi Midelton Yannick Borel Romain Cannone           |
| 5                 | ITA Itália      | Andrea Santarelli Davide Di Veroli Gabriele Cimini Federico Vismara |
| 6                 | KAZ Cazaquistão | Ruslan Kurbanov Yerlik Sertay Elmir Alimzhanov Vadim Sharlaimov     |
| 7                 | VEN Venezuela   | Jesús Limardo Gabriel Lugo Rubén Limardo Francisco Limardo          |
| 8                 | EGY Egito       | Mahmoud El-Sayed Mohamed El-Sayed Mohamed Yasseen Mahmoud Mohsen    |